# Frăția lupilor
Frăția lupilor (franceză: Le pacte des loups) este un film de groază, thriller și istoric francez regizat de Christophe Gans. A fost lansat în 2001. Scenariul este scris de Gans și Stéphane Cabel, în rolurile principale joacă actorii Samuel Le Bihan, Mark Dacascos, Emilie Dequenne, Monica Bellucci și Vincent Cassel.

## Prezentare
În 1765 ceva necunoscut se află în munții din centrul Franței. O "bestie" care s-a năpustit asupra oamenilor și a animalelor cu o ferocitate teribilă. Fiara a ajuns atât de cunoscută încât regele Franței trimite emisari pentru a afla ce se întâmplă și ca să omoare creatura. Până la sfârșitul anului, Bestia din Gevaudan a ucis peste 100 de oameni, dar nimeni nu era în totalitate sigur ce anume este... Orice ar fi fost, ciobanii au avut aceeași speranță de viață ca și tricourile roșii din "Star Trek".

## Actori
- Samuel Le Bihan este Grégoire de Fronsac
- Mark Dacascos este Mani
- Vincent Cassel este Jean-François de Morangias
- Monica Bellucci este Sylvia
- Émilie Dequenne este Marianne de Morangias
- Jérémie Renier este Thomas d'Apcher (tânăr)
- Jean Yanne este Contele de Morangias
- Jean-François Stevenin este Henri Sardis
- Jacques Perrin este Thomas d'Apcher (bătrân)
- Édith Scob este Geneviève de Morangias
- Johan Leysen este Antoine de Beauterne
- Bernard Farcy este Pièrre-Jean Laffont
- Hans Meyer este Marquis d'Apcher
- Virginie Darmon este La Bavarde
- Philippe Nahon este Jean Chastel
- Eric Prat este Capitaine Duhamel
- Jean-Loup Wolff este Ducele Gontrand de Moncan
- Gaspard Ulliel este Louis
- Dee Bradley Baker - efecte vocale ale bestiei

## Premii

### Câștigate
- 2001 Cabourg Romantic Film Festival: Pentru cea mai bună actriță (Émilie Dequenne)
- 2001 Sitges Film Festival: Grand Prize of European Fantasy Film in Silver (Christophe Gans)
- 2002 Premiile César: Pentru cele mai bune costume (Dominique Borg)
- 2003 Home Entertainment Awards (organizat de Video Software Dealers Association): Cel mai bun film străin al anului (Universal Studios Home Entertainment)[4]

### Nominalizări
- 2001 Premiile Academiei Europene de Film: Pentru cel mai bun regizor (Audience Award)-(Christophe Gans)
- 2002 International Horror Guild Award: Pentru cel mai bun film de groază
- 2002 César Awards: Pentru cea mai bună coloană sonoră a unui film (Joseph LoDuca), Best Production Design (Guy-Claude François), cel mai bun sunet (Cyril Holtz și Jean-Paul Mugel).
- 2002 Premiul Saturn: Pentru cel mai bun film de acțiune/aventură/thriller, cele mai bune costume (Dominique Borg), pentru cel mai bun regizor (Christophe Gans), cea mai bună muzică (Joseph LoDuca), cele mai bune efecte speciale (Arthur Windus, Val Wardlaw, Hal Bertram, Nick Drew și Seb Caudron), cel mai bun actor în rol secundar (Mark Dacascos), cea mai bună actriță în rol secundar (Monica Bellucci), cel mai bun scenariu (Stéphane Cabel și Christophe Gans).